# Stadion am Brentanobad
Le Stadion am Brentanobad est un stade de football situé à Francfort en Allemagne. 
Il accueille principalement les matchs de football du 1. FFC Francfort. 
Le stade a une capacité de 5 200 places.